# Liste der denkmalgeschützten Objekte in Nižné Repaše
Die Liste der denkmalgeschützten Objekte in Nižné Repaše enthält die 86 nach slowakischen Denkmalschutzvorschriften geschützten Objekte in der Gemeinde Nižné Repaše im Okres Levoča.

## Denkmäler
| Foto |                 | Denkmal / č. ÚZPF                                              | Standort / Konskr. Nr.                        | Offizielle Beschreibung               | Beschreibung                                | Metadaten                                                              |
| ---- | --------------- | -------------------------------------------------------------- | --------------------------------------------- | ------------------------------------- | ------------------------------------------- | ---------------------------------------------------------------------- |
| ja   | Datei hochladen | Kirche(sk) ObjektID: 704-687/0                                 | Standort KG: Nižné Repaše Konskr.Nr.:         | gr.k.sv.Anny                          | griechisch katholische Kirche St. Anna      | č. NKP: 704-687/0 Stand des NKP: 2012-02-08 Name: KOSTOL               |
| BW   | Datei hochladen | Gebäude in regionaltypischem Baustil(sk) ObjektID: 704-11131/0 | 3 Standort KG: Nižné Repaše Konskr.Nr.: 3     | zrubový                               | rustikal                                    | č. NKP: 704-11131/0 Stand des NKP: 2012-02-08 Name: DOM ĽUDOVÝ         |
| BW   | Datei hochladen | Gebäude in regionaltypischem Baustil(sk) ObjektID: 704-11132/1 | 5 Standort KG: Nižné Repaše Konskr.Nr.: 5     | zrubový                               | rustikal                                    | č. NKP: 704-11132/1 Stand des NKP: 2012-02-08 Name: DOM ĽUDOVÝ         |
| BW   | Datei hochladen | Scheune(sk) ObjektID: 704-11132/2                              | 5 Standort KG: Nižné Repaše Konskr.Nr.: 5     | zrubová,rámová                        | rustikal                                    | č. NKP: 704-11132/2 Stand des NKP: 2012-02-08 Name: STODOLA            |
| BW   | Datei hochladen | Stall(sk) ObjektID: 704-11132/3                                | 5 Standort KG: Nižné Repaše Konskr.Nr.: 5     | zrubová                               | rustikal                                    | č. NKP: 704-11132/3 Stand des NKP: 2012-02-08 Name: MAŠTAĽ             |
| BW   | Datei hochladen | Tor(sk) ObjektID: 704-11132/4                                  | 5 Standort KG: Nižné Repaše Konskr.Nr.: 5     | drevená                               | hölzern                                     | č. NKP: 704-11132/4 Stand des NKP: 2012-02-08 Name: BRÁNA VOZOVÁ       |
| BW   | Datei hochladen | Gebäude in regionaltypischem Baustil(sk) ObjektID: 704-11133/1 | 6 Standort KG: Nižné Repaše Konskr.Nr.: 6     | zrubový+murovaný                      | rustikal, Ziegel                            | č. NKP: 704-11133/1 Stand des NKP: 2012-02-08 Name: DOM ĽUDOVÝ         |
| BW   | Datei hochladen | Scheune und Stall(sk) ObjektID: 704-11133/2                    | 6 Standort KG: Nižné Repaše Konskr.Nr.: 6     | rámová-drevo,kameň                    |                                             | č. NKP: 704-11133/2 Stand des NKP: 2012-02-08 Name: STODOLA S MAŠTAĽOU |
| BW   | Datei hochladen | Ziehbrunnen(sk) ObjektID: 704-11133/3                          | 6 Standort KG: Nižné Repaše Konskr.Nr.: 6     | zrubová                               | rustikal                                    | č. NKP: 704-11133/3 Stand des NKP: 2012-02-08 Name: STUDŇA RUMPÁLOVÁ   |
| BW   | Datei hochladen | Tor(sk) ObjektID: 704-11133/4                                  | 6 Standort KG: Nižné Repaše Konskr.Nr.: 6     | drevená                               | hölzern                                     | č. NKP: 704-11133/4 Stand des NKP: 2012-02-08 Name: BRÁNA VOZOVÁ       |
|      | Datei hochladen | Gebäude in regionaltypischem Baustil(sk) ObjektID: 704-11212/0 | 10 KG: Nižné Repaše Konskr.Nr.: 10            | zrubový                               | rustikal                                    | č. NKP: 704-11212/0 Stand des NKP: 2012-02-08 Name: DOM ĽUDOVÝ         |
| BW   | Datei hochladen | Gebäude in regionaltypischem Baustil(sk) ObjektID: 704-11134/1 | 18 Standort KG: Nižné Repaše Konskr.Nr.: 18   | zrubový                               | rustikal                                    | č. NKP: 704-11134/1 Stand des NKP: 2012-02-08 Name: DOM ĽUDOVÝ         |
| BW   | Datei hochladen | Scheune und Stall(sk) ObjektID: 704-11134/2                    | 18 Standort KG: Nižné Repaše Konskr.Nr.: 18   | zrubová+murovaná                      | rustikal, Ziegel                            | č. NKP: 704-11134/2 Stand des NKP: 2012-02-08 Name: STODOLA S MAŠTAĽOU |
| BW   | Datei hochladen | Tor(sk) ObjektID: 704-11134/3                                  | 18 Standort KG: Nižné Repaše Konskr.Nr.: 18   | drevená                               | hölzern                                     | č. NKP: 704-11134/3 Stand des NKP: 2012-02-08 Name: BRÁNA VOZOVÁ       |
| ja   | Datei hochladen | Gebäude in regionaltypischem Baustil(sk) ObjektID: 704-11135/0 | 26 Standort KG: Nižné Repaše Konskr.Nr.: 26   | zrubový                               | rustikal                                    | č. NKP: 704-11135/0 Stand des NKP: 2012-02-08 Name: DOM ĽUDOVÝ         |
| ja   | Datei hochladen | Gebäude in regionaltypischem Baustil(sk) ObjektID: 704-11597/1 | 28 Standort KG: Nižné Repaše Konskr.Nr.: 28   | zrubový; dom s drevárňou              | rustikal                                    | č. NKP: 704-11597/1 Stand des NKP: 2012-02-08 Name: DOM ĽUDOVÝ         |
| BW   | Datei hochladen | Scheune(sk) ObjektID: 704-11597/2                              | 28 Standort KG: Nižné Repaše Konskr.Nr.: 28   | drevená,stĺpová; mlatovisko,záčin     | hölzern,                                    | č. NKP: 704-11597/2 Stand des NKP: 2012-02-08 Name: STODOLA            |
| BW   | Datei hochladen | Stall(sk) ObjektID: 704-11597/3                                | 28 Standort KG: Nižné Repaše Konskr.Nr.: 28   | kamenná                               | steinern                                    | č. NKP: 704-11597/3 Stand des NKP: 2012-02-08 Name: MAŠTAĽ             |
| BW   | Datei hochladen | Keller(sk) ObjektID: 704-11597/4                               | 28 Standort KG: Nižné Repaše Konskr.Nr.: 28   | kameň; zapustená pivnica do terénu    | steinern, Keller in das Gelände eingebettet | č. NKP: 704-11597/4 Stand des NKP: 2012-02-08 Name: PIVNICA            |
| BW   | Datei hochladen | Windenbrunnen(sk) ObjektID: 704-11597/5                        | 28 Standort KG: Nižné Repaše Konskr.Nr.: 28   | zrubová                               | rustikal                                    | č. NKP: 704-11597/5 Stand des NKP: 2012-02-08 Name: STUDŇA RUMPÁLOVÁ   |
| ja   | Datei hochladen | Gebäude in regionaltypischem Baustil(sk) ObjektID: 704-11136/1 | 31 Standort KG: Nižné Repaše Konskr.Nr.: 31   | zrubový                               | rustikal                                    | č. NKP: 704-11136/1 Stand des NKP: 2012-02-08 Name: DOM ĽUDOVÝ         |
| BW   | Datei hochladen | Stall(sk) ObjektID: 704-11136/2                                | 31 Standort KG: Nižné Repaše Konskr.Nr.: 31   | zrubová                               | rustikal                                    | č. NKP: 704-11136/2 Stand des NKP: 2012-02-08 Name: MAŠTAĽ             |
| BW   | Datei hochladen | Scheune(sk) ObjektID: 704-11136/3                              | 31 Standort KG: Nižné Repaše Konskr.Nr.: 31   | zrubová                               | rustikal                                    | č. NKP: 704-11136/3 Stand des NKP: 2012-02-08 Name: STODOLA            |
| ja   | Datei hochladen | Gebäude in regionaltypischem Baustil(sk) ObjektID: 704-11137/1 | 32 Standort KG: Nižné Repaše Konskr.Nr.: 32   | zrubový                               | rustikal                                    | č. NKP: 704-11137/1 Stand des NKP: 2012-02-08 Name: DOM ĽUDOVÝ         |
| BW   | Datei hochladen | Stall(sk) ObjektID: 704-11137/2                                | 32 Standort KG: Nižné Repaše Konskr.Nr.: 32   | zrubová                               | rustikal                                    | č. NKP: 704-11137/2 Stand des NKP: 2012-02-08 Name: MAŠTAĽ             |
| BW   | Datei hochladen | Scheune(sk) ObjektID: 704-11137/3                              | 32 Standort KG: Nižné Repaše Konskr.Nr.: 32   | zrubová                               | rustikal                                    | č. NKP: 704-11137/3 Stand des NKP: 2012-02-08 Name: STODOLA            |
| ja   | Datei hochladen | Gebäude in regionaltypischem Baustil(sk) ObjektID: 704-11138/1 | 33 Standort KG: Nižné Repaše Konskr.Nr.: 33   | zrubový                               | rustikal                                    | č. NKP: 704-11138/1 Stand des NKP: 2012-02-08 Name: DOM ĽUDOVÝ         |
| BW   | Datei hochladen | Stall(sk) ObjektID: 704-11138/2                                | 33 Standort KG: Nižné Repaše Konskr.Nr.: 33   | zrubová                               | rustikal                                    | č. NKP: 704-11138/2 Stand des NKP: 2012-02-08 Name: MAŠTAĽ             |
| ja   | Datei hochladen | Gebäude in regionaltypischem Baustil(sk) ObjektID: 704-11139/1 | 37 Standort KG: Nižné Repaše Konskr.Nr.: 37   | zrubový                               | rustikal                                    | č. NKP: 704-11139/1 Stand des NKP: 2012-02-08 Name: DOM ĽUDOVÝ         |
| BW   | Datei hochladen | Scheune und Stall(sk) ObjektID: 704-11139/2                    | 37 Standort KG: Nižné Repaše Konskr.Nr.: 37   | zrubová+murovaná                      | rustikal, Ziegel                            | č. NKP: 704-11139/2 Stand des NKP: Name: STODOLA S MAŠTAĽOU I.         |
| BW   | Datei hochladen | Scheune und Stall(sk) ObjektID: 704-11139/3                    | 37 Standort KG: Nižné Repaše Konskr.Nr.: 37   | zrubová+murovaná                      | rustikal, Ziegel                            | č. NKP: 704-11139/3 Stand des NKP: Name: STODOLA S MAŠTAĽOU II.        |
| BW   | Datei hochladen | Ziehbrunnen(sk) ObjektID: 704-11139/4                          | 37 Standort KG: Nižné Repaše Konskr.Nr.: 37   | zrubová+murovaná                      | rustikal, Ziegel                            | č. NKP: 704-11139/4 Stand des NKP: Name: STUDŇA RUMPÁLOVÁ              |
| ja   | Datei hochladen | Gebäude in regionaltypischem Baustil(sk) ObjektID: 704-11140/1 | 38 Standort KG: Nižné Repaše Konskr.Nr.: 38   | zrubový                               | rustikal                                    | č. NKP: 704-11140/1 Stand des NKP: Name: DOM ĽUDOVÝ                    |
| BW   | Datei hochladen | Stall(sk) ObjektID: 704-11140/2                                | 38 Standort KG: Nižné Repaše Konskr.Nr.: 38   | kameň                                 | steinern                                    | č. NKP: 704-11140/2 Stand des NKP: Name: MAŠTAĽ                        |
| BW   | Datei hochladen | Scheune(sk) ObjektID: 704-11140/3                              | 38 Standort KG: Nižné Repaše Konskr.Nr.: 38   | zrubová                               | rustikal                                    | č. NKP: 704-11140/3 Stand des NKP: Name: STODOLA                       |
| BW   | Datei hochladen | Tor(sk) ObjektID: 704-11140/4                                  | 38 Standort KG: Nižné Repaše Konskr.Nr.: 38   | drevená                               | hölzern                                     | č. NKP: 704-11140/4 Stand des NKP: Name: BRÁNA VOZOVÁ                  |
| BW   | Datei hochladen | Zaun(sk) ObjektID: 704-11140/5                                 | 38 Standort KG: Nižné Repaše Konskr.Nr.: 38   | drevený,rámový                        | hölzern,                                    | č. NKP: 704-11140/5 Stand des NKP: Name: PLOT                          |
| BW   | Datei hochladen | Gebäude in regionaltypischem Baustil(sk) ObjektID: 704-11141/1 | 44 Standort KG: Nižné Repaše Konskr.Nr.: 44   | zrubový                               | rustikal                                    | č. NKP: 704-11141/1 Stand des NKP: Name: DOM ĽUDOVÝ                    |
| BW   | Datei hochladen | Stall(sk) ObjektID: 704-11141/2                                | 44 Standort KG: Nižné Repaše Konskr.Nr.: 44   | kameň                                 | steinern                                    | č. NKP: 704-11141/2 Stand des NKP: Name: MAŠTAĽ                        |
| BW   | Datei hochladen | Scheune(sk) ObjektID: 704-11141/3                              | 44 Standort KG: Nižné Repaše Konskr.Nr.: 44   | zrubová,rámová                        | rustikal                                    | č. NKP: 704-11141/3 Stand des NKP: Name: STODOLA                       |
| BW   | Datei hochladen | Schuppen(sk) ObjektID: 704-11141/4                             | 44 Standort KG: Nižné Repaše Konskr.Nr.: 44   | zrubový                               | rustikal                                    | č. NKP: 704-11141/4 Stand des NKP: Name: CHLIEV                        |
| BW   | Datei hochladen | Windenbrunnen(sk) ObjektID: 704-11141/5                        | 44 Standort KG: Nižné Repaše Konskr.Nr.: 44   | drevená                               | hölzern                                     | č. NKP: 704-11141/5 Stand des NKP: Name: STUDŇA RUMPÁLOVÁ              |
| BW   | Datei hochladen | Gebäude in regionaltypischem Baustil(sk) ObjektID: 704-11142/1 | 46 Standort KG: Nižné Repaše Konskr.Nr.: 46   | zrubový                               | rustikal                                    | č. NKP: 704-11142/1 Stand des NKP: Name: DOM ĽUDOVÝ S HOSP.ČASŤ.       |
| BW   | Datei hochladen | Stall und Schäferei(sk) ObjektID: 704-11142/2                  | 46 Standort KG: Nižné Repaše Konskr.Nr.: 46   | rámová-drevo,kameň                    | Holzrahmen, Stein                           | č. NKP: 704-11142/2 Stand des NKP: Name: MAŠTAĽ S OVČÍNOM              |
|      | Datei hochladen | Scheune(sk) ObjektID: 704-11142/3                              | 46 KG: Nižné Repaše Konskr.Nr.: 46            | rámová-drevo,kameň                    | Holzrahmen, Stein                           | č. NKP: 704-11142/3 Stand des NKP: Name: STODOLA                       |
| ja   | Datei hochladen | Gebäude in regionaltypischem Baustil(sk) ObjektID: 704-11143/0 | 47 Standort KG: Nižné Repaše Konskr.Nr.: 47   | zrubový; dom,vozáreň,podšopa,maštaľ   | rustikal                                    | č. NKP: 704-11143/0 Stand des NKP: Name: DOM ĽUDOVÝ S HOSP.ČASŤ.       |
| ja   | Datei hochladen | Gebäude in regionaltypischem Baustil(sk) ObjektID: 704-11213/0 | 49 Standort KG: Nižné Repaše Konskr.Nr.: 49   | zrubový                               | rustikal                                    | č. NKP: 704-11213/0 Stand des NKP: Name: DOM ĽUDOVÝ                    |
| ja   | Datei hochladen | Gebäude in regionaltypischem Baustil(sk) ObjektID: 704-11144/1 | 50 Standort KG: Nižné Repaše Konskr.Nr.: 50   | zrubový                               | rustikal                                    | č. NKP: 704-11144/1 Stand des NKP: Name: DOM ĽUDOVÝ                    |
| BW   | Datei hochladen | Scheune(sk) ObjektID: 704-11144/2                              | 50 Standort KG: Nižné Repaše Konskr.Nr.: 50   | drevená,rámová                        | Holzrahmen                                  | č. NKP: 704-11144/2 Stand des NKP: Name: STODOLA                       |
| BW   | Datei hochladen | Stall(sk) ObjektID: 704-11144/3                                | 50 Standort KG: Nižné Repaše Konskr.Nr.: 50   | kameň                                 | steinern                                    | č. NKP: 704-11144/3 Stand des NKP: Name: MAŠTAĽ                        |
| BW   | Datei hochladen | Gebäude in regionaltypischem Baustil(sk) ObjektID: 704-11145/1 | 51 Standort KG: Nižné Repaše Konskr.Nr.: 51   | zrubový                               | rustikal                                    | č. NKP: 704-11145/1 Stand des NKP: Name: DOM ĽUDOVÝ                    |
| BW   | Datei hochladen | Stall(sk) ObjektID: 704-11145/2                                | 51 Standort KG: Nižné Repaše Konskr.Nr.: 51   | kameň                                 | steinern                                    | č. NKP: 704-11145/2 Stand des NKP: Name: MAŠTAĽ                        |
| BW   | Datei hochladen | Scheune(sk) ObjektID: 704-11145/3                              | 51 Standort KG: Nižné Repaše Konskr.Nr.: 51   | drevená,rámová                        | Holzrahmen                                  | č. NKP: 704-11145/3 Stand des NKP: Name: STODOLA                       |
| ja   | Datei hochladen | Gebäude in regionaltypischem Baustil(sk) ObjektID: 704-11146/1 | 59 Standort KG: Nižné Repaše Konskr.Nr.: 59   | zrubový+murovaný                      | rustikal, Ziegel                            | č. NKP: 704-11146/1 Stand des NKP: Name: DOM ĽUDOVÝ                    |
| BW   | Datei hochladen | Getreidespeicher(sk) ObjektID: 704-11146/2                     | 59 Standort KG: Nižné Repaše Konskr.Nr.: 59   | zrubová                               | rustikal                                    | č. NKP: 704-11146/2 Stand des NKP: Name: SÝPKA                         |
| BW   | Datei hochladen | Keller(sk) ObjektID: 704-11146/3                               | 59 Standort KG: Nižné Repaše Konskr.Nr.: 59   | kameň; dvojpivnica                    | steinern,                                   | č. NKP: 704-11146/3 Stand des NKP: Name: PIVNICA                       |
| BW   | Datei hochladen | Ziehbrunnen(sk) ObjektID: 704-11146/4                          | 59 Standort KG: Nižné Repaše Konskr.Nr.: 59   | zrubová                               | rustikal                                    | č. NKP: 704-11146/4 Stand des NKP: Name: STUDŇA RUMPÁLOVÁ              |
| ja   | Datei hochladen | Gebäude in regionaltypischem Baustil(sk) ObjektID: 704-11147/1 | 60 Standort KG: Nižné Repaše Konskr.Nr.: 60   | zrubový                               | rustikal                                    | č. NKP: 704-11147/1 Stand des NKP: Name: DOM ĽUDOVÝ                    |
| BW   | Datei hochladen | Stall(sk) ObjektID: 704-11147/2                                | 60 Standort KG: Nižné Repaše Konskr.Nr.: 60   | rámová-drevo,kameň; maštaľ s podšopom | Holzrahmen, Stein                           | č. NKP: 704-11147/2 Stand des NKP: Name: MAŠTAĽ                        |
| BW   | Datei hochladen | Scheune(sk) ObjektID: 704-11147/3                              | 60 Standort KG: Nižné Repaše Konskr.Nr.: 60   | drevená,rámová                        | Holzrahmen                                  | č. NKP: 704-11147/3 Stand des NKP: Name: STODOLA                       |
| BW   | Datei hochladen | Schäferei(sk) ObjektID: 704-11147/4                            | 60 Standort KG: Nižné Repaše Konskr.Nr.: 60   | zrubový                               | rustikal                                    | č. NKP: 704-11147/4 Stand des NKP: Name: OVČÍN                         |
| BW   | Datei hochladen | Ziehbrunnen(sk) ObjektID: 704-11147/5                          | 60 Standort KG: Nižné Repaše Konskr.Nr.: 60   | zrubová                               | rustikal                                    | č. NKP: 704-11147/5 Stand des NKP: Name: STUDŇA RUMPÁLOVÁ              |
|      | Datei hochladen | Gebäude in regionaltypischem Baustil(sk) ObjektID: 704-11148/1 | 61 KG: Nižné Repaše Konskr.Nr.: 61            | zrubový                               | rustikal                                    | č. NKP: 704-11148/1 Stand des NKP: Name: DOM ĽUDOVÝ                    |
|      | Datei hochladen | Ziehbrunnen(sk) ObjektID: 704-11148/2                          | 61 KG: Nižné Repaše Konskr.Nr.: 61            | zrubová                               | rustikal                                    | č. NKP: 704-11148/2 Stand des NKP: Name: STUDŇA RUMPÁLOVÁ              |
| BW   | Datei hochladen | Gebäude in regionaltypischem Baustil(sk) ObjektID: 704-11149/1 | 62 Standort KG: Nižné Repaše Konskr.Nr.: 62   | zrubový                               | rustikal                                    | č. NKP: 704-11149/1 Stand des NKP: Name: DOM ĽUDOVÝ                    |
| BW   | Datei hochladen | Stall(sk) ObjektID: 704-11149/2                                | 62 Standort KG: Nižné Repaše Konskr.Nr.: 62   | kameň                                 | steinern                                    | č. NKP: 704-11149/2 Stand des NKP: Name: MAŠTAĽ                        |
| BW   | Datei hochladen | Getreidespeicher(sk) ObjektID: 704-11149/3                     | 62 Standort KG: Nižné Repaše Konskr.Nr.: 62   | zrubová                               | rustikal                                    | č. NKP: 704-11149/3 Stand des NKP: Name: SÝPKA                         |
| BW   | Datei hochladen | Gebäude in regionaltypischem Baustil(sk) ObjektID: 704-11150/0 | 63 Standort KG: Nižné Repaše Konskr.Nr.: 63   | zrubový                               | rustikal                                    | č. NKP: 704-11150/0 Stand des NKP: Name: DOM ĽUDOVÝ                    |
| BW   | Datei hochladen | Gebäude in regionaltypischem Baustil(sk) ObjektID: 704-11559/1 | 69 Standort KG: Nižné Repaše Konskr.Nr.: 69   | zrubový+murovaný(tehla)               | rustikal, Lehmziegel                        | č. NKP: 704-11559/1 Stand des NKP: Name: DOM ĽUDOVÝ                    |
| BW   | Datei hochladen | Scheune(sk) ObjektID: 704-11559/2                              | 69 Standort KG: Nižné Repaše Konskr.Nr.: 69   | zrubová; bojisko,záčin,chliev         | rustikal                                    | č. NKP: 704-11559/2 Stand des NKP: Name: STODOLA                       |
| BW   | Datei hochladen | Stall(sk) ObjektID: 704-11559/3                                | 69 Standort KG: Nižné Repaše Konskr.Nr.: 69   | zrubová; maštaľ s podšopou            | rustikal                                    | č. NKP: 704-11559/3 Stand des NKP: Name: MAŠTAĽ                        |
| BW   | Datei hochladen | Getreidespeicher(sk) ObjektID: 704-11559/4                     | 69 Standort KG: Nižné Repaše Konskr.Nr.: 69   | zrubová; sypaň                        | rustikal                                    | č. NKP: 704-11559/4 Stand des NKP: Name: SÝPKA                         |
| BW   | Datei hochladen | Gebäude in regionaltypischem Baustil(sk) ObjektID: 704-11151/1 | 72 Standort KG: Nižné Repaše Konskr.Nr.: 72   | zrubový                               | rustikal                                    | č. NKP: 704-11151/1 Stand des NKP: Name: DOM ĽUDOVÝ                    |
| BW   | Datei hochladen | Scheune(sk) ObjektID: 704-11151/2                              | 72 Standort KG: Nižné Repaše Konskr.Nr.: 72   | zrubová; stodola,ovčíny,vozáreň       | rustikal                                    | č. NKP: 704-11151/2 Stand des NKP: Name: STODOLA                       |
| BW   | Datei hochladen | Stall(sk) ObjektID: 704-11151/3                                | 72 Standort KG: Nižné Repaše Konskr.Nr.: 72   | zrubová+murovaná-kameň                | rustikal, Ziegel Stein                      | č. NKP: 704-11151/3 Stand des NKP: Name: MAŠTAĽ                        |
| BW   | Datei hochladen | Getreidespeicher(sk) ObjektID: 704-11151/4                     | 72 Standort KG: Nižné Repaše Konskr.Nr.: 72   | murovaná-kameň,tehla                  | Ziegel Stein                                | č. NKP: 704-11151/4 Stand des NKP: Name: SÝPKA                         |
| BW   | Datei hochladen | Gebäude in regionaltypischem Baustil(sk) ObjektID: 704-11152/0 | 80 Standort KG: Nižné Repaše Konskr.Nr.: 80   | zrubový                               | rustikal                                    | č. NKP: 704-11152/0 Stand des NKP: Name: DOM ĽUDOVÝ                    |
| BW   | Datei hochladen | Gebäude in regionaltypischem Baustil(sk) ObjektID: 704-11153/1 | 86 Standort KG: Nižné Repaše Konskr.Nr.: 86   | zrubový                               | rustikal                                    | č. NKP: 704-11153/1 Stand des NKP: Name: DOM ĽUDOVÝ                    |
| BW   | Datei hochladen | Gebäude in regionaltypischem Baustil(sk) ObjektID: 704-11214/0 | 88 Standort KG: Nižné Repaše Konskr.Nr.: 88   | zrubový                               | rustikal                                    | č. NKP: 704-11214/0 Stand des NKP: Name: DOM ĽUDOVÝ                    |
| ja   | Datei hochladen | Gebäude in regionaltypischem Baustil(sk) ObjektID: 704-11154/1 | 89 Standort KG: Nižné Repaše Konskr.Nr.: 89   | zrubový+murovaný                      | rustikal, Ziegel                            | č. NKP: 704-11154/1 Stand des NKP: Name: DOM ĽUDOVÝ                    |
| BW   | Datei hochladen | Stall(sk) ObjektID: 704-11154/2                                | 89 Standort KG: Nižné Repaše Konskr.Nr.: 89   | zrubová                               | rustikal                                    | č. NKP: 704-11154/2 Stand des NKP: Name: MAŠTAĽ                        |
| BW   | Datei hochladen | Scheune(sk) ObjektID: 704-11154/3                              | 89 Standort KG: Nižné Repaše Konskr.Nr.: 89   | zrubová                               | rustikal                                    | č. NKP: 704-11154/3 Stand des NKP: Name: STODOLA                       |
| BW   | Datei hochladen | Gebäude in regionaltypischem Baustil(sk) ObjektID: 704-11155/0 | 91 Standort KG: Nižné Repaše Konskr.Nr.: 91   | zrubový                               | rustikal                                    | č. NKP: 704-11155/0 Stand des NKP: Name: DOM ĽUDOVÝ                    |
| BW   | Datei hochladen | Gebäude in regionaltypischem Baustil(sk) ObjektID: 704-11498/1 | 94 Standort KG: Nižné Repaše Konskr.Nr.: 94   | zrubový                               | rustikal                                    | č. NKP: 704-11498/1 Stand des NKP: Name: DOM ĽUDOVÝ                    |
| BW   | Datei hochladen | Keller(sk) ObjektID: 704-11498/2                               | 94 Standort KG: Nižné Repaše Konskr.Nr.: 94   | kameň                                 | steinern                                    | č. NKP: 704-11498/2 Stand des NKP: Name: PIVNICA                       |
| BW   | Datei hochladen | Gebäude in regionaltypischem Baustil(sk) ObjektID: 704-11481/0 | 104 Standort KG: Nižné Repaše Konskr.Nr.: 104 | zrubový                               | rustikal                                    | č. NKP: 704-11481/0 Stand des NKP: Name: DOM ĽUDOVÝ                    |

## Legende
Die Tabelle enthält im Einzelnen folgende Informationen:
| Foto:                    | Fotografie des Denkmals. |
| Denkmal / č. ÚZPF:       | Die Übersetzung der Bezeichnung des Denkmals, wie sie vom Slowakischen Denkmalamt (Pamiatkový úrad Slovenskej republiky) verwendet wird. Die Originalbezeichnung ist unter dem Fragezeichen angegeben. Fehlt die Übersetzung, so wird die Originalbezeichnung direkt angezeigt. Weiters ist die Objekt-Identifikationsnummer (Objekt ID) angeführt. Sie ist die offizielle, in der Slowakei eindeutige Nummer č. ÚZPF inklusive der zugehörigen Zählnummer, wie sie in den Daten des Denkmalamtes angegeben wird. Da diese nur innerhalb eines Landkreises gezählt wird, ist dessen Nummer der Denkmalnummer vorangestellt. |
| Standort:                | Wenn in der Liste vorhanden, ist die Adresse angegeben. In Klammern kann sich noch eine zusätzliche Adresse befinden, wenn es beispielsweise ein Eckhaus ist. Bei freistehenden Objekten ohne Adresse (zum Beispiel bei Bildstöcken) ist eine Adresse angegeben, die in der Nähe des Objekts liegt. Durch Aufruf des Links Standort wird die Lage des Denkmals in verschiedenen Kartenprojekten angezeigt. Darunter sind die Katastralgemeinde (KG) und, wenn vorhanden, die Konskriptionsnummer (Konskr. Nr.) angegeben.                                                                                                   |
| Offizielle Beschreibung: | Es ist die Kurzbeschreibung auf Slowakisch, wie sie in den offiziellen Listen angegeben ist, eingetragen. |
| Beschreibung:            | Kurze Angaben zum Denkmal auf Deutsch. |
| Metadaten:               | Zusätzlich werden, wenn in den persönlichen Einstellungen das Helferlein Dauerhaftes Einblenden von Metadaten aktiviert ist, ebensolche angezeigt. |

- Karte mit allen Koordinaten:
- OSM |
- WikiMap